# Gazela (postać biblijna)
Gazela (aram. ‏ܛܒܝܬܐ‎ Ṭaḇīṯā, koine Δορκάς Dorkás) – postać biblijna z Dziejów Apostolskich, wskrzeszona przez Piotra Apostoła chrześcijanka z Jafy w Palestynie.

## Epizod w Jafie
Zgodnie z narracją Dziejów Apostolskich, Gazela mieszkała w Jafie, portowym mieście nad Morzem Śródziemnym, w 1 poł. I wieku. Wierzący w Chrystusa traktowani byli w tym okresie z tolerancją i wspólnota Kościoła mogła rozwijać się, nie napotykając na trudności ze strony władz okupacyjnych i Żydów. Gazela była chrześcijanką, Pismo Święte nazywa ją uczennicą. Cieszyła się wielkim szacunkiem chrześcijan mieszkających w mieście. Znano ją z osobistej dobroci i dawania jałmużny potrzebującym. Zachorowała i zmarła w momencie, w którym Piotr Apostoł akurat przebywał w pobliskiej Liddzie, gdzie uzdrowił sparaliżowanego od ośmiu lat Eneasza. Gdy wierzący z Jafy dowiedzieli się o obecności Piotra, posłali po niego. Po przybyciu do Jafy miejscowe wdowy chrześcijańskie pokazywały mu chitony i płaszcze uszyte przez zmarłą. Ciało zmarłej leżało jeszcze w domu, gdzie najprawdopodobniej rodzina i członkowie gminy chrześcijańskiej czuwali na modlitwie. Według Dziejów Apostolskich Piotr miał modlić się, klęcząc, a następnie zwracając się do kobiety po aramejsku, zażądał, by powstała z martwych, co ta niezwłocznie uczyniła. Siedzącej Gazeli Piotr miał podać rękę i pomóc jej wstać. Znak dokonany przez apostoła wzbudził wiarę osób, które poprosiły o chrzest. Piotr Apostoł jeszcze jakiś czas pozostał w Jafie, mieszkając u garbarza Szymona.

## Kult
Gazela czczona jest jako święta przez Kościół katolicki oraz Cerkiew prawosławną. Liturgiczne wspomnienie u katolików obchodzone jest 25 października.